# Lac Robert
Lac Robert är en sjö i Kanada.   Den ligger i regionen Nord-du-Québec och provinsen Québec, i den östra delen av landet, 400 km norr om huvudstaden Ottawa. Lac Robert ligger 394 meter över havet. Arean är 22,0 kvadratkilometer. Den sträcker sig 15,8 kilometer i nord-sydlig riktning, och 5,4 kilometer i öst-västlig riktning.
Trakten runt Lac Robert är nära nog obefolkad, med mindre än två invånare per kvadratkilometer.